# Ectrapezidera
Ectrapezidera é um género de coleópteros da família Erotylidae.